# 常熟经济技术开发区
常熟经济技术开发区是中华人民共和国江苏省苏州市常熟市下辖的一个类似乡级单位。

## 行政区划
下辖以下地区：
常熟经济开发区虚拟生活区。